# Nuoto ai XIX Giochi del Mediterraneo - 400 metri misti femminili
La gara dei 400 metri misti femminili ai XIX Giochi del Mediterraneo si è svolta il 1º luglio 2022. Al mattino si sono svolte le batterie, mentre la finale si è disputata nel pomeriggio.

## Podio
| Pos. | Atleta          | Nazione |
| ---- | --------------- | ------- |
|      | Sara Franceschi | Italia  |
|      | Deniz Ertan     | Turchia |
|      | Alba Vázquez    | Spagna  |

## Record
Prima della manifestazione il record del mondo (RM) e il record dei Giochi del Mediterraneo (RG) erano i seguenti.
|  | 4'26"36 | Katinka Hosszú | 6 agosto 2016 Rio de Janeiro |
|  | 4'39"42 | Catalina Corró | 23 giugno 2018 Tarragona     |

Durante la competizione non sono stati migliorati record.

## Risultati

### Batterie
| Pos. | Batteria | Corsia | Atleta                 | Nazionalità | Tempo   | Note  |
| ---- | -------- | ------ | ---------------------- | ----------- | ------- | ----- |
| 1    | 1        | 4      | Deniz Ertan            | Turchia     | 4'46"28 | Q     |
| 2    | 2        | 4      | Sara Franceschi        | Italia      | 4'46"75 | Q     |
| 3    | 2        | 5      | Alba Vázquez           | Spagna      | 4'49"60 | Q     |
| 4    | 2        | 2      | Raquel Pereira         | Portogallo  | 4'50"36 | Q     |
| 5    | 2        | 3      | Lara Grangeon          | Francia     | 4'50"47 | Q, WD |
| 6    | 1        | 6      | Viktoriya Zeynep Güneş | Turchia     | 4'51"67 | Q     |
| 7    | 1        | 5      | Carlotta Toni          | Italia      | 4'51"99 | Q     |
| 8    | 2        | 6      | Paula Juste            | Spagna      | 4'53"58 | Q     |
| 9    | 1        | 3      | Camille Tissandié      | Francia     | 4'54"84 | Q     |
| 10   | 2        | 7      | Hamida Rania Nefsi     | Algeria     | 5'01"05 |       |
| 11   | 1        | 7      | Imène Kawthar Zitouni  | Algeria     | 5'04"81 |       |
| 12   | 1        | 2      | Chrysoula Mitsakou     | Grecia      | 5'07"27 |       |

### Finale
| Pos. | Corsia | Atleta                 | Nazionalità | Tempo   | Note |
| ---- | ------ | ---------------------- | ----------- | ------- | ---- |
|      | 5      | Sara Franceschi        | Italia      | 4'40"86 |      |
|      | 4      | Deniz Ertan            | Turchia     | 4'40"97 |      |
|      | 3      | Alba Vázquez           | Spagna      | 4'45"63 |      |
| 4    | 2      | Viktoriya Zeynep Güneş | Turchia     | 4'46"30 |      |
| 5    | 6      | Raquel Pereira         | Portogallo  | 4'48"92 |      |
| 6    | 1      | Paula Juste            | Spagna      | 4'52"16 |      |
| 7    | 8      | Camille Tissandié      | Francia     | 4'52"18 |      |
| 8    | 7      | Carlotta Toni          | Italia      | 4'54"80 |      |